# Womack & Womack
Pour les articles homonymes, voir Womack.
Womack & Womack est le nom artistique du duo musical (composition, écriture et chant) composé de Cecil Womack (en) et Linda Womack (en). Actif dans les années 1980-1990, le duo est connu en particulier pour son tube international Teardrops en 1988, mais aussi par son travail d'écriture-composition de chansons pour d'autres artistes.

## Historique
Linda Womack (en), née en 1953, fille de Sam Cooke, compositeur et chanteur de musique soul, commence sa carrière de chanteuse en 1964 à l'âge de onze ans.
Cecil Womack, né en 1947 à Cleveland (Ohio), se produit à ses débuts avec ses frères ainés Harry et Bobby Womack en tant que groupe de gospel. Après avoir rencontré Sam Cooke, ils prennent le nom de The Valentinos (en), et obtiennent un hit avec Lookin' for a Love (en) en 1962. Dans les années 1960, Cecil travaillait principalement en tant que compositeur et producteur.  
Linda et Cecil se sont rencontrés alors qu'ils étaient encore enfants.
En 1976, Cecil divorce de sa première femme et épouse Linda une année plus tard.
Cecil Womack meurt le 1er février 2013 en Afrique du Sud.

## Discographie

### Albums
- 1983 : Love Wars (en)
- 1985 : Radio M.U.S.C. Man
- 1986 : Starbright
- 1988 : Conscience (en)
- 1991 : Family Spirit
- 1993 : Transformation To The House Of Zekkariyas
- 1993 : Tear Drops (Greatest Hits)
- 1997 : Timeless
- 1998 : Greatest Hits (version CD de Tear Drops)
- 2001 : Sub Conscience
- 2004 : The Best of 1984-1993: Strange And Funny
- 2004 : Circular Motion